# Landkreis Weilheim in Oberbayern
Das Gebiet des früheren Landkreises Weilheim i. OB (amtliche Bezeichnung) gehört zum Regierungsbezirk Oberbayern. Bis zur Kreisreform von 1972 entwickelte sich der Landkreis in Ausrichtung Nord-Süd und umfasste damals noch 42 politisch selbständige Gemeinden.

## Geographie
Die wichtigste Straßenverbindung des Landkreises bildete die Olympiastraße (B2) im Wesentlichen parallel zur Eisenbahnlinie 960 von München nach Innsbruck. Praktisch zeitgleich mit der Kreisreform wanderte mit der fertig gewordenen Verlängerung der Garmischer Autobahn bis Ohlstadt der Hauptverkehr weg von der Bundesstraße auf die BAB.

### Wichtige Orte
Die größten Orte waren Weilheim i.OB, Penzberg, Murnau, Peißenberg und Polling. Im Rahmen der Gebietsreform verlor der Landkreis seinen Südteil mit den Gemeinden um Murnau an den Landkreis Garmisch. Ausnahme ist die Gemeinde Schlehdorf, sie wanderte zum Landkreis Bad Tölz-Wolfratshausen.

### Nachbarkreise
Der Landkreis grenzte Anfang 1972 im Uhrzeigersinn im Norden beginnend an die Landkreise Landsberg am Lech, Starnberg, Wolfratshausen, Bad Tölz, Garmisch-Partenkirchen und Schongau.

## Geschichte

### Bezirksamt
Das Bezirksamt Weilheim folgte im Jahr 1862 dem flächengleichen Landgericht älterer Ordnung Weilheim.
Am 1. April 1881 wurde das Bezirksamt Weilheim in Oberbayern um die Gemeinde Raisting des Bezirksamtes Landsberg am Lech vergrößert.

### Landkreis
Am 1. Januar 1939 wurde wie sonst überall im Deutschen Reich die Bezeichnung Landkreis eingeführt. So wurde aus dem Bezirksamt der Landkreis Weilheim in Oberbayern.
Am 1. Juli 1972 wurde der Landkreis im Zuge der Gebietsreform in Bayern neu zugeschnitten:
- Die Gemeinde Schlehdorf kam zum Landkreis Bad Tölz-Wolfratshausen.
- Die Gemeinden Aidling, Großweil, Hechendorf, Kleinweil, Murnau, Riegsee, Schöffau, Seehausen am Staffelsee, Spatzenhausen, Uffing am Staffelsee und Weindorf kamen zum Landkreis Garmisch-Partenkirchen.
- Alle übrigen Gemeinden wurden mit dem größten Teil des aufgelösten Landkreises Schongau und der Gemeinde Ingenried aus dem aufgelösten Landkreis Marktoberdorf zu einem neuen, größeren Landkreis Weilheim i.OB zusammengeschlossen. Am 1. Mai 1973 erfolgte die Umbenennung in den heutigen Namen Landkreis Weilheim-Schongau.[5][6]

## Bezirksamtsvorstände und Landräte
Das Amt des Bezirksamtvorstands  bestand bis 1938 und wurde danach in das des Landrats umgewandelt.
| Amtszeit                             | Landrat                     | Partei |
| ------------------------------------ | --------------------------- | ------ |
| 1910–1925                            | Theodor Faigl               |        |
| 1925–1930                            | Karl Ringer                 |        |
| 1930–1941                            | Gottfried Wallenreuter      |        |
| 1941–1942                            | vakant                      |        |
| 1942–1944                            | Reinhard Wiesend beauftragt |        |
| 1944–1945                            | Horst Hoffmann              |        |
| 1. Juli 1948 bis 24. August 1962 (†) | Franz Josef Konrad          | CSU    |
| spätestens 1964 bis 30. Juni 1972    | Georg Bauer                 | CSU    |

## Einwohnerentwicklung
| Jahr | Einwohner | Quelle |
| ---- | --------- | ------ |
| 1864 | 20.757    | [ 8 ]  |
| 1885 | 25.452    | [ 9 ]  |
| 1900 | 30.342    | [ 10 ] |
| 1910 | 35.784    | [ 10 ] |
| 1925 | 40.319    | [ 11 ] |
| 1939 | 44.836    | [ 12 ] |
| 1950 | 67.915    | [ 13 ] |
| 1960 | 66.700    | [ 14 ] |
| 1971 | 74.000    | [ 15 ] |

## Gemeinden
Die Gemeinden des Landkreises Weilheim i.OB vor der Gemeindereform (Gemeinden, die es heute noch gibt, sind fett geschrieben):

Landkreis Weilheim in Oberbayern, Gemeindegrenzenkarte von 1961

| frühere Gemeinde            | heutige Gemeinde            | heutiger Landkreis                |
| --------------------------- | --------------------------- | --------------------------------- |
| Aidling                     | Riegsee                     | Landkreis Garmisch-Partenkirchen  |
| Ammerhöfe                   | Peißenberg                  | Landkreis Weilheim-Schongau       |
| Antdorf                     | Antdorf                     | Landkreis Weilheim-Schongau       |
| Bernried am Starnberger See | Bernried am Starnberger See | Landkreis Weilheim-Schongau       |
| Deutenhausen                | Weilheim i.OB               | Landkreis Weilheim-Schongau       |
| Eberfing                    | Eberfing                    | Landkreis Weilheim-Schongau       |
| Eglfing                     | Eglfing                     | Landkreis Weilheim-Schongau       |
| Etting                      | Polling                     | Landkreis Weilheim-Schongau       |
| Fischen am Ammersee         | Pähl                        | Landkreis Weilheim-Schongau       |
| Forst                       | Wessobrunn                  | Landkreis Weilheim-Schongau       |
| Frauenrain                  | Antdorf                     | Landkreis Weilheim-Schongau       |
| Großweil                    | Großweil                    | Landkreis Garmisch-Partenkirchen  |
| Habach                      | Habach                      | Landkreis Weilheim-Schongau       |
| Haid                        | Wessobrunn                  | Landkreis Weilheim-Schongau       |
| Haunshofen                  | Wielenbach                  | Landkreis Weilheim-Schongau       |
| Hechendorf                  | Murnau a.Staffelsee         | Landkreis Garmisch-Partenkirchen  |
| Huglfing                    | Huglfing                    | Landkreis Weilheim-Schongau       |
| Iffeldorf                   | Iffeldorf                   | Landkreis Weilheim-Schongau       |
| Kleinweil                   | Großweil                    | Landkreis Garmisch-Partenkirchen  |
| Magnetsried                 | Seeshaupt                   | Landkreis Weilheim-Schongau       |
| Murnau a.Staffelsee         | Murnau a.Staffelsee         | Landkreis Garmisch-Partenkirchen  |
| Oberhausen                  | Oberhausen                  | Landkreis Weilheim-Schongau       |
| Obersöchering               | Obersöchering               | Landkreis Weilheim-Schongau       |
| Oderding                    | Polling                     | Landkreis Weilheim-Schongau       |
| Pähl                        | Pähl                        | Landkreis Weilheim-Schongau       |
| Peißenberg                  | Peißenberg                  | Landkreis Weilheim-Schongau       |
| Penzberg                    | Penzberg                    | Landkreis Weilheim-Schongau       |
| Polling                     | Polling                     | Landkreis Weilheim-Schongau       |
| Raisting                    | Raisting                    | Landkreis Weilheim-Schongau       |
| Riegsee                     | Riegsee                     | Landkreis Garmisch-Partenkirchen  |
| Schlehdorf                  | Schlehdorf                  | Landkreis Bad Tölz-Wolfratshausen |
| Schöffau                    | Uffing a.Staffelsee         | Landkreis Garmisch-Partenkirchen  |
| Seehausen a.Staffelsee      | Seehausen a.Staffelsee      | Landkreis Garmisch-Partenkirchen  |
| Seeshaupt                   | Seeshaupt                   | Landkreis Weilheim-Schongau       |
| Sindelsdorf                 | Sindelsdorf                 | Landkreis Weilheim-Schongau       |
| Spatzenhausen               | Spatzenhausen               | Landkreis Garmisch-Partenkirchen  |
| Uffing a.Staffelsee         | Uffing a.Staffelsee         | Landkreis Garmisch-Partenkirchen  |
| Unterhausen                 | Weilheim i.OB               | Landkreis Weilheim-Schongau       |
| Weilheim i.OB               | Weilheim i.OB               | Landkreis Weilheim-Schongau       |
| Weindorf                    | Murnau a.Staffelsee         | Landkreis Garmisch-Partenkirchen  |
| Wessobrunn                  | Wessobrunn                  | Landkreis Weilheim-Schongau       |
| Wielenbach                  | Wielenbach                  | Landkreis Weilheim-Schongau       |

Die Gemeinde Penzberg hieß bis 1911 Sankt Johannisrain und die Gemeinde Peißenberg hieß bis 1919
Unterpeißenberg. Die Gemeinde Arnried wurde am 1. April 1938 nach Eberfing eingemeindet.

## Wappen
Der Landkreis nahm 1964 das folgende Wappen an: „In Blau ein aufrechter silberner Abtsstab, belegt oben mit einem goldenen Doppelspringer, unten mit silbernem Schlegel und silbernem Hammer mit schräger Kreuzung“.

## Kfz-Kennzeichen
Am 1. Juli 1956 wurde dem Landkreis bei der Einführung der bis heute gültigen Kfz-Kennzeichen das Unterscheidungszeichen WM zugewiesen. Es wird im Landkreis Weilheim-Schongau durchgängig bis heute ausgegeben.